# Лејк Батлер (округ Оринџ, Флорида)
Лејк Батлер (енгл. Lake Butler, Orange County) насељено је место без административног статуса у америчкој савезној држави Флорида.

## Демографија
По попису из 2010. године број становника је 15.400.
| Група             | 2000.    | 2010.          |
| Белци             | 0 (0,0%) | 10.922 (70,9%) |
| Афроамериканци    | 0 (0,0%) | 1.018 (6,6%)   |
| Азијати           | 0 (0,0%) | 1.441 (9,4%)   |
| Хиспаноамериканци | 0 (0,0%) | 1.721 (11,2%)  |
| Укупно            | 0        | 15.400         |